# Christian Tissier
Christian Tissier (París, 1951), és un dels més coneguts professors europeus d'aikido. Va rebre el setè dan el 1998, i és un dels pocs occidentals a qui ha estat atorgat el títol de shihan per l'Aikikai.